# Centrum Scenografii Polskiej w Katowicach
Centrum Scenografii Polskiej – oddział Muzeum Śląskiego w Katowicach, mieszczący się w budynku dawnego magazynu odzieży KWK Katowice przy ul. T. Dobrowolskiego 1 na terenie Nowego Muzeum Śląskiego. Dawniej mieścił się w Centrum Kultury Katowice im. Krystyny Bochenek przy placu Sejmu Śląskiego. Założone w 1991 roku jest ziszczeniem marzeń Zenobiusza Strzeleckiego, scenografa i teoretyka scenografii, który apelował o miejsce gromadzące ślady dokonań polskich scenografów. Jedyna w Polsce placówka zajmującą się gromadzeniem i ekspozycją eksponatów związanych ze scenografią teatralną. W Centrum urządzane są tylko czasowe wystawy tematyczne w dziedzinach powiązanych z teatrem i sztukami scenicznymi.

## Idea placówki
Wedle zamysłu placówka ta miała ogarniać równolegle zamierzenia o charakterze muzealnym, wystawienniczym, kreacyjnym, dokumentacyjnym. Stąd nazwa Centrum – jako synonim jedynego miejsca w kraju, które skupi najcenniejsze dokonania i wiedzę o dorobku scenografów w dziedzinie teatru, teatru plastyka, poszukiwań parateatralnych, a w przyszłości – filmu animowanego i teatru telewizji.
Idea konieczności utworzenia muzeum scenografii sięga początków lat 60. XX wieku. Potrzebę jej ochrony głosił Zenobiusz Strzelecki, scenograf i teoretyk tej dziedziny sztuki. Uznał on, iż ten nurt współczesnej plastyki polskiej, dotychczas osierocony, pozbawiony był planowej, skoncentrowanej wyłącznie na nim, opieki. Czynione przez niego wieloletnie wysiłki powołania takiego muzeum znalazły odzew w połowie lat osiemdziesiątych w Katowicach. Dyrektor Centrum, scenograf Jerzy Moskal, powołał wówczas w Muzeum Śląskim, w dziale sztuki sekcję gromadzącą różnorodne przejawy plastyki scenicznej. Pierwotne zamierzenia, tj. popularyzowanie sztuki scenografa szybko zaowocowało narodzinami wieku nurtów. Jej gromadzenie, opracowywanie i upowszechnianie wymagało bowiem zbudowania bazy, która umożliwiałaby stworzenie solidnego warsztatu badawczego, szczególnie wobec faktu skąpej bibliografii z tej dziedziny wiedzy.

## Historia
Formalnie Centrum Scenografii Polskiej powołane zostało w lipcu 1991 jako oddział Muzeum Śląskiego w Katowicach, z bardzo zobowiązującym zapisem statutowym, który mówi m.in., że: "...siedzibą Centrum są Katowice, a terenem działania cały kraj. Centrum jest placówką specjalizującą się w gromadzeniu, przechowywaniu, naukowym opracowywaniu i eksponowaniu dzieł scenograficznych we wszystkich i rodzajach i odmianach artystycznych".

## Główna działalność
- kolekcjonerska,
- dokumentacyjna,
- wystawiennicza,
- kreacyjna,
- edukacyjna.

Spina je cel nadrzędny – koncentracja wiedzy, dorobku scenografii polskiej i popularyzacja osiągnięć teatru polskiego. 24 marca 1993 roku Centrum Scenografii Polskiej zainaugurowało działalność we własnej siedzibie.
Od momentu zainicjowania idei Centrum Scenografii Polskiej zgromadziło w swoich zbiorach około 15 tys. projektów dekoracji i kostiumów, obiektów scenicznych, makiet i kukieł autorstwa polskich scenografów. Zbiory Centrum stanowią przede wszystkim dary artystów, ich spadkobierców i teatrów. 
Wystawy jubileuszowe mieli tutaj m.in.: J. Szajna, A. Sadowski, A. Kreutz – Majewski, K. Wiśniak, J. Polewka. Zbiory Centrum Scenografii prezentowane były na wystawach organizowanych w kraju przez Muzeum Teatralne w Warszawie, Muzeum Starego Teatru w Krakowie, Muzeum Narodowe, Muzeum Historyczne Miasta Krakowa, Muzeum Narodowe w Gdańsku, Muzeum Miasta Łodzi oraz w Toruniu i Przemyślu, a poza granicami kraju m.in. w Brukseli, Pradze, Budapeszcie, Ankarze, Londynie.